# Autostrada A6 (Luksemburg)
Autostrada A6 (luks. Autobunn A6, Areler Autobunn, fr. Autoroute A6, autoroute d’Arlon) – autostrada w Luksemburgu, będąca częścią trasy europejskiej E25.
Arteria łączy stolicę państwa, Luksemburg, z granicą belgijsko-luksemburską w pobliżu miasta Arlon. Przebiega przez zachodnią część kraju.
Wraz z autostradą A1 tworzy południową obwodnicę stolicy.

## Historia
Autostradę oddawano do użytku etapami, w II połowie lat 70. i I poł. lat 80.:
- 1976: Croix de Cessange – Strassen
- 1978: Croix de Gasperich – Croix de Cessange
- 1982: Strassen – granica państwa